# 鹿児島市立清水中学校
鹿児島市立清水中学校（かごしましりつ しみずちゅうがっこう）は、鹿児島県鹿児島市稲荷町にある市立の中学校。

## 沿革
- 1947年（昭和22年）5月1日 - 鹿児島市立第二中学校として設置される[1]。
- 1949年（昭和24年）4月1日 - 鹿児島市立清水中学校に改称[1]。
- 1979年（昭和54年）4月1日 - 校区の一部より鹿児島市立坂元中学校を分離する。

## 部活動
男女ともにバスケットボール部が好成績を修めている。他には、2003年のロボットコンテストでは全国大会3位となった。
- サッカー部
- ソフトテニス部（男・女）
- バレーボール部（男・女）
- バスケットボール部（男・女）

平成19年度には、男子バスケットボール部が県新人戦・県選手権・県総体の3冠を達成している。さらに九州大会準優勝、山形全中ベスト8の成績を収めている。
さらに平成21年度の鹿児島全中では鹿児島県勢初の準優勝という成績を残した。
- 剣道部
- 軟式野球部
- 吹奏楽部

吹奏楽部は2008年度南九州大会では最優秀賞という優秀な成績を収めている。2009年には沖縄県で行われた南九洲大会にも出場し、優秀賞という好成績も収めている。
- 美術部

学校部活動には陸上部がないが、陸上競技において優秀な成績も収めている。平成19年度には通信陸上において男子走幅跳第5位、平成17年度には全日本中学陸上女子200m第5位、九州中学陸上女子200m優勝など。平成16年度から毎年全国大会・九州大会に出場する選手がいる。

## 通学区域
清水中学校の通学区域は以下の町丁の区域が指定されている。
- 下田町の一部
- 吉野町の一部
- 坂元町の一部
- 東坂元一丁目の全域
- 東坂元二丁目、三丁目、四丁目の各一部

- 清水町の全域
- 祇園之洲町の全域
- 皷川町の全域
- 池之上町の全域
- 稲荷町の全域

- 春日町の全域
- 柳町の全域
- 浜町の一部
- 上竜尾町の一部
- 大竜町の一部

## 関係者

### 著名な出身者
- 坂上弘 - 小説家
- 坂上二郎 - コメディアン[3]
- 野口たくお - MBCタレント
- 織田幸一 - 殺陣師

## 関連事項
- 鹿児島県中学校一覧
- 大乗院 (鹿児島市) - かつてこの地に存在した寺院